# Питерс, Алек
Алек Питерс (англ. Alec Peters; род. 13 апреля 1995, Вашингтон, Иллинойс, США) — американский профессиональный баскетболист, играющий на позиции тяжёлого форварда. Был выбран на драфте НБА 2017 года во втором раунде под общим 54-м номером.

## Профессиональная карьера
На драфте НБА 2017 года был выбран «Финикс Санз» во втором раунде под общим 54-м номером. Он был включен в официальный состав «Санз» для участия в Летней лиге НБА 2017, но не играл из-за травмы. 18 сентября 2017 года Алек подписал двухсторонний контракт с «Финикс Санз», который позволял игроку выступать как за основную команду, так и за клуб Лиги развития «Нортерн Аризона Санз». Он дебютировал в НБА 18 октября 2017 в матче против «Портленд Трэйл Блэйзерс». Алек Питерс сыграл ещё одну игру за «Финикс» и был переведен клуб Лиги развития «Нортерн Аризона Санз». В течение сезона 2017/2018 игрок выступал в НБА и в лиге развития. 10 апреля 2018 года в матче против «Даллас Маверикс» установил личный рекорд результативности в НБА, который равен 36 очкам.
Для участия в Летней лиге НБА 2018 он сменил игровой номер с 25 на 14.
23 июля 2018 года Алек Питерс подписал контракт с ЦСКА.

## Достижения
- Чемпион Евролиги: 2018/2019
- Чемпион Единой лиги ВТБ: 2018/2019
- Чемпион России: 2018/2019
- Обладатель Кубка Президента Турции: 2019

## Статистика

### Статистика в НБА
| Сезон                                                                                    | Команда | Регулярный сезон | Регулярный сезон | Регулярный сезон | Регулярный сезон | Регулярный сезон | Регулярный сезон | Регулярный сезон | Регулярный сезон | Регулярный сезон | Регулярный сезон | Регулярный сезон | Серия плей-офф | Серия плей-офф | Серия плей-офф | Серия плей-офф | Серия плей-офф | Серия плей-офф | Серия плей-офф | Серия плей-офф | Серия плей-офф | Серия плей-офф | Серия плей-офф |
| Сезон                                                                                    | Команда | GP               | GS               | MPG              | FG%              | 3P%              | FT%              | RPG              | APG              | SPG              | BPG              | PPG              | GP             | GS             | MPG            | FG%            | 3P%            | FT%            | RPG            | APG            | SPG            | BPG            | PPG            |
| ---------------------------------------------------------------------------------------- | ------- | ---------------- | ---------------- | ---------------- | ---------------- | ---------------- | ---------------- | ---------------- | ---------------- | ---------------- | ---------------- | ---------------- | -------------- | -------------- | -------------- | -------------- | -------------- | -------------- | -------------- | -------------- | -------------- | -------------- | -------------- |
| 2017/18                                                                                  | Финикс  | 20               | 0                | 11,2             | 37,8             | 31,0             | 80,0             | 1,9              | 0,6              | 0,1              | 0,1              | 4,1              | Не участвовал  | Не участвовал  | Не участвовал  | Не участвовал  | Не участвовал  | Не участвовал  | Не участвовал  | Не участвовал  | Не участвовал  | Не участвовал  | Не участвовал  |
|                                                                                          | Всего   | 20               | 0                | 11,2             | 37,8             | 31,0             | 80,0             | 1,9              | 0,6              | 0,1              | 0,1              | 4,1              | Не участвовал  | Не участвовал  | Не участвовал  | Не участвовал  | Не участвовал  | Не участвовал  | Не участвовал  | Не участвовал  | Не участвовал  | Не участвовал  | Не участвовал  |
| Наведите курсор мыши на аббревиатуры в заголовке таблицы, чтобы прочесть их расшифровку. |         |                  |                  |                  |                  |                  |                  |                  |                  |                  |                  |                  |                |                |                |                |                |                |                |                |                |                |                |

### Статистика в Джи-Лиге
| Сезон                                                                                    | Команда              | Регулярный сезон | Регулярный сезон | Регулярный сезон | Регулярный сезон | Регулярный сезон | Регулярный сезон | Регулярный сезон | Регулярный сезон | Регулярный сезон | Регулярный сезон | Регулярный сезон | Серия плей-офф | Серия плей-офф | Серия плей-офф | Серия плей-офф | Серия плей-офф | Серия плей-офф | Серия плей-офф | Серия плей-офф | Серия плей-офф | Серия плей-офф | Серия плей-офф |
| Сезон                                                                                    | Команда              | GP               | GS               | MPG              | FG%              | 3P%              | FT%              | RPG              | APG              | SPG              | BPG              | PPG              | GP             | GS             | MPG            | FG%            | 3P%            | FT%            | RPG            | APG            | SPG            | BPG            | PPG            |
| ---------------------------------------------------------------------------------------- | -------------------- | ---------------- | ---------------- | ---------------- | ---------------- | ---------------- | ---------------- | ---------------- | ---------------- | ---------------- | ---------------- | ---------------- | -------------- | -------------- | -------------- | -------------- | -------------- | -------------- | -------------- | -------------- | -------------- | -------------- | -------------- |
| 2017/18                                                                                  | Нортерн Аризона Санз | 35               | 35               | 34,0             | 46,7             | 41,1             | 85,1             | 7,1              | 2,0              | 0,6              | 0,3              | 17,6             | Не участвовал  | Не участвовал  | Не участвовал  | Не участвовал  | Не участвовал  | Не участвовал  | Не участвовал  | Не участвовал  | Не участвовал  | Не участвовал  | Не участвовал  |
|                                                                                          | Всего                | 35               | 35               | 34,0             | 46,7             | 41,1             | 85,1             | 7,1              | 2,0              | 0,6              | 0,3              | 17,6             | Не участвовал  | Не участвовал  | Не участвовал  | Не участвовал  | Не участвовал  | Не участвовал  | Не участвовал  | Не участвовал  | Не участвовал  | Не участвовал  | Не участвовал  |
| Наведите курсор мыши на аббревиатуры в заголовке таблицы, чтобы прочесть их расшифровку. |                      |                  |                  |                  |                  |                  |                  |                  |                  |                  |                  |                  |                |                |                |                |                |                |                |                |                |                |                |

### Статистика в колледже
| Сезон                                                                                   | Команда    | GP  | GS  | MPG  | FG%  | 3P%  | FT%  | RPG  | APG | SPG | BPG | PPG  |  |
| --------------------------------------------------------------------------------------- | ---------- | --- | --- | ---- | ---- | ---- | ---- | ---- | --- | --- | --- | ---- |  |
| 2013/14                                                                                 | Валпарейзо | 34  | 34  | 29,6 | 49,0 | 38,3 | 77,3 | 4,8  | 1,4 | 0,9 | 0,1 | 12,7 |  |
| 2014/15                                                                                 | Валпарейзо | 34  | 34  | 30,6 | 48,9 | 46,6 | 82,9 | 6,7  | 1,2 | 0,7 | 0,3 | 16,8 |  |
| 2015/16                                                                                 | Валпарейзо | 37  | 37  | 32,1 | 50,5 | 44,0 | 85,0 | 8,4  | 1,3 | 0,7 | 0,3 | 18,4 |  |
| 2016/17                                                                                 | Валпарейзо | 29  | 29  | 35,1 | 46,6 | 36,3 | 88,7 | 10,1 | 2,2 | 0,8 | 0,4 | 23,0 |  |
|                                                                                         | Всего      | 134 | 134 | 31,7 | 48,7 | 41,6 | 84,6 | 7,4  | 1,5 | 0,8 | 0,3 | 17,5 |  |
| Наведите курсор мыши на аббревиатуры в заголовке таблицы, чтобы прочесть их расшифровку |            |     |     |      |      |      |      |      |     |     |     |      |  |